# Saltos de Petrohué
Die  Saltos de Petrohué sind Wasserfälle des Río Petrohué, die sich stromabwärts in der Nähe des Lago Todos los Santos im Süden Chiles ergießen. Sie befinden sich innerhalb des Nationalparks Vicente Pérez Rosales nahe der Straße bei Petrohué, einem Ort am Seeufer. Viele Touristen, die die Route zwischen dem chilenischen Puerto Montt und dem argentinischen Bariloche einschlagen, halten hier an.
Der Wasserfall befindet sich über einer Basis von Basaltlava (Andesit), die vom benachbarten Vulkan Osorno stammt. Die Strömung transportiert durchschnittlich 270 Kubikmeter Wasser in der Sekunde. Während der Regenzeit erhöht sich diese Menge, weil der Spiegel des benachbarten Sees um bis zu 2 Meter steigt. Das Wasser des Sees ist üblicherweise klar mit einem Ton grün und blau. Gelegentliche Lahars der benachbarten aktiven Vulkane führen dazu, dass das Wasser Sand und Schluff transportiert. Der Transport dieses abrasiven Materials erklärt, warum die Felsen um die Wasserfälle so poliert wirken.

## Zugang
Der Zugang zu diesem Naturschutzgebiet ist durch die Straße 225 von Puerto Varas möglich, die sich 64 Kilometer von Petrohué befindet. Es besteht ein öffentlicher Busverkehr, der diese Strecke alle 30 Minuten zurücklegt. Während der Fahrt kann man die Landschaft des valdivianischen Waldes, Lago Llanquihue, den Calbuco und den Osorno betrachten.